# Мъст (2002)
Мъст (на английски: Vengeance) е второто pay-per-view събитие от поредицата Мъст, продуцирано от Световната федерация по кеч (WWE). Събитието се провежда на 21 юли 2002 г. в Детройт, Мичиган.

## Обща информация
В главния мач от Разбиване Скалата печели Безспорната титла на WWE в мач с тройна заплаха, включващ също Кърт Енгъл и шампиона Гробаря. Главният мач от Първична сила е между шампиона Роб Ван Дам и претендента Брок Леснар за Интерконтиненталната титла на WWE, в който Ван Дам запазва чрез дисквалификация. В ъндъркарда са Неамериканците (Ланс Сторм и Крисчън) срещу Холивуд Хълк Хоган и Острието за Отборните титли на WWE, Букър Ти срещу Грамадата в мач без дисквалификации и Джон Сина срещу Крис Джерико в първия PPV мач на Сина.

## Резултати
| №                                         | Резултати                                                                    | Правила                                                  | Време |
| ----------------------------------------- | ---------------------------------------------------------------------------- | -------------------------------------------------------- | ----- |
| 1                                         | Дъдли бойз (Бъба Рей Дъдли и Спайк Дъдли) побеждават Крис Беноа и Еди Гереро | Отборен мач с маси                                       | 14:59 |
| 2                                         | Джейми Ноубъл (ш) (с Нидия) поб. Били Кидман                                 | Индивидуален мач за Титлата в полутежка категория на WWE | 7:34  |
| 3                                         | Джеф Харди (ш) поб. Уилям Ригъл                                              | Индивидуален мач за Европейската титла на WWE            | 4:16  |
| 4                                         | Джон Сина поб. Крис Джерико                                                  | Индивидуален мач                                         | 6:21  |
| 5                                         | Роб Ван Дам (ш) поб. Брок Леснар (с Пол Хеймън) чрез дисквалификация         | Индивидуален мач за Интерконтиненталната титла на WWE    | 9:38  |
| 6                                         | Букър Ти поб. Грамадата                                                      | Мач без дисквалификации                                  | 6:12  |
| 7                                         | Неамериканците (Ланс Сторм и Крисчън) поб. Холивуд Хълк Хоган и Острието (ш) | Отборен мач за Отборните титли на WWE                    | 10:00 |
| 8                                         | Скалата поб. Кърт Енгъл и Гробаря (ш)                                        | Мач тройна заплаха за Безспорната титла на WWE           | 19:35 |
| - (ш) – указва шампиона/шампионите в мача |                                                                              |                                                          |       |